# Ali Neander

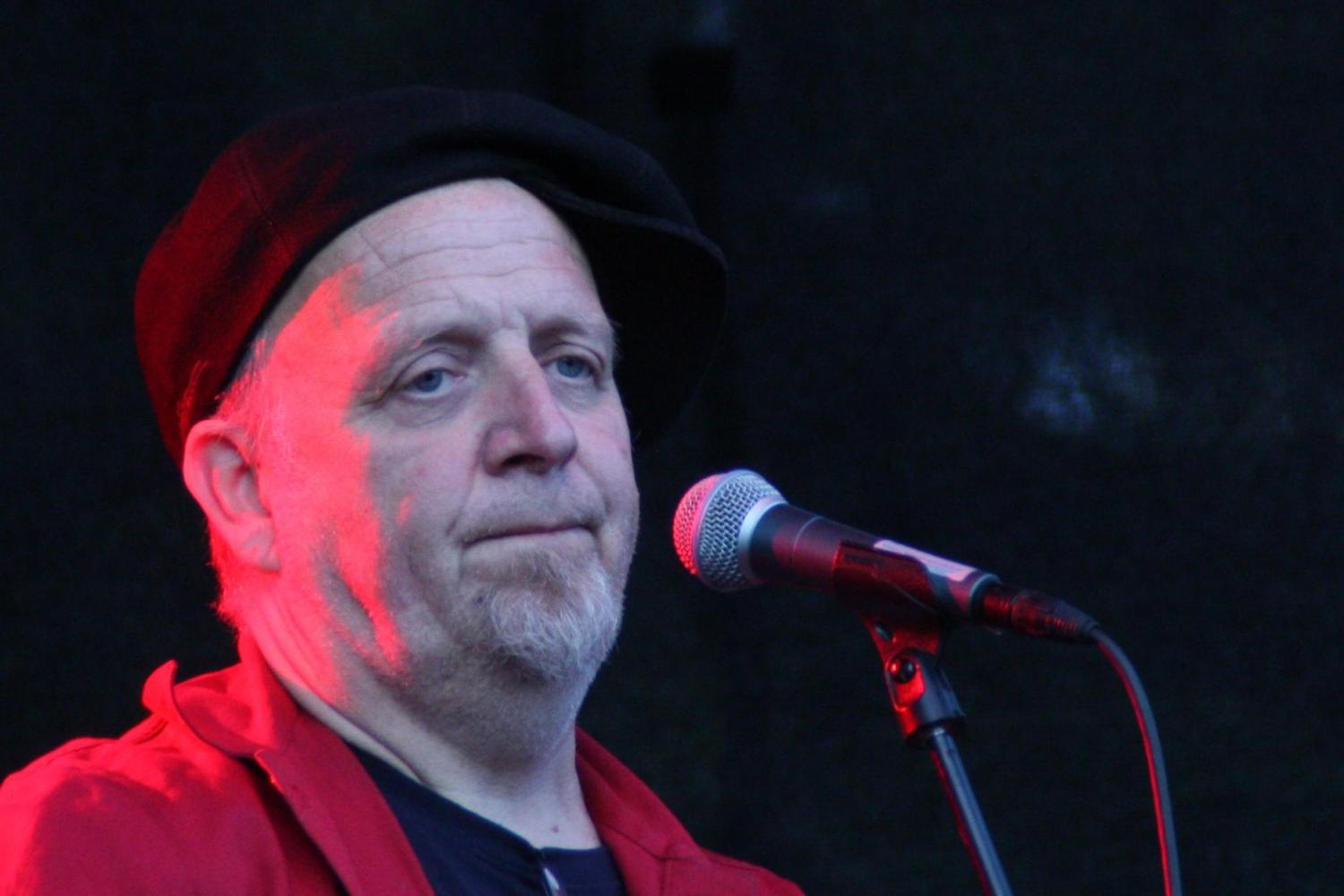
Ali Neander (2013)

Albrecht „Ali“ Neander (* 2. Juli 1958 in Hamburg) ist ein deutscher Rock- und Fusionmusiker (Gitarre, Komposition).

## Leben und Wirken
Neander, der wie seine ältere Schwester Britta Neander als Sohn des Journalisten Joachim Neander in Rodgau aufwuchs, ist Gründungsmitglied und musikalischer Leiter der Rodgau Monotones, mit denen er seit 1978 auftritt und zahlreiche Alben einspielte. Als Sideman arbeitete er bei Volker Rebell, Kevin Coyne, Sabrina Setlur, Henni Nachtsheim, Moses Pelham, Xavier Naidoo, Edo Zanki, Glashaus und dem Rilke Projekt. Auch trat er mit dem Frankfurter Fronttheater sowie Anne Bärenz und Frank Wolff auf; in der Band „Die eiligen 3 Könige“ (mit Markus Neumeier und Frank Wolff) begleitete er Pit Knorr. Seit 1999 lebt er in Frankfurt am Main. Er arbeitet auch mit seiner Frau, der Sängerin und Schauspielerin Sabine Fischmann.
Gemeinsam mit Hellmut Hattler veröffentlichte Neander unter eigenem Namen 2010 und 2014 zwei Fusion/NuJazz-Alben mit eigenen Kompositionen, denen 2024 als weitere Produktion noch das Fusionalbum Boomer Bends mit zahlreichen Gastmusikern folgte.
Daneben arbeitete Neander mit dem Komponisten Jens Joneleit auf drei Alben, Inflections, Inflections – The Complete Sessions sowie 2023 erschienen, Planet Edge (Yatak Records). Weiterhin gründete er mit Blues Bang seine eigene Bluesband, legte aber fast gleichzeitig 2020 auch ein Album mit Orgeljazz vor.

## Diskographische Hinweise
- Ali Neander feat. Hellmut Hattler (ESC, 2010 mit Paul McCandless, Moritz Müller sowie Ingo Bischof, Frowin Ickler, Ollie Rubow)
- Ali Neander feat. Hellmut Hattler: This One Goes to Eleven (ESC, 2014 mit Joo Kraus, Paul McCandless, Clive Stevens, Martin Kasper, Moritz Müller)
- Ali Neanders Blues Bang: Family Reunion (ESC, 2020, mit Jessica Born, Felix Zöllner, Markus Lauer, Raoul Walton, Moritz Müller sowie Kai Strauss, Tosho Todorovic, Gregor Hilden, Henrik Freischlader, Tommy Schneller, Moses Pelham und Jimmy Kunes)
- Ali Neander Organ Quartet: Jazz:Songs (ESC, 2020, mit Robert Schippers, Ralf Gutske, Caro Trischler sowie Paul McCandless, Kai Eckhardt, Joo Kraus, Laurent Maur, Ulf Kleiner)
- Preston Vismala & Ali Neander: Digital Shaman (36Music, 2022, mit Heinrich von Kalnein, Aaron Germain, Andreas Neubauer sowie Caro Trischler, Lukas Franz, Hanns Höhn, Matthias Dörsam, DJ Release)